# Jeanne Perego
Jeanne Perego (Milán, 1958) es una escritora y periodista italiana. Escribe libros para niños y adolescentes, también escribe sobre arte y turismo cultural y ecológico. Ha trabajado para muchas revistas y diarios italianos, como Il tirreno,  l'Eco di Bergamo, La Provincia di Como/Fin de semana, Topolino, Madre, Carnet, Buceó y Giardinaggio. Vive en la Toscana medio año, y el resto del año en Baviera.
Es conocida internacionalmente por ser autora de "Joseph y Chico", una biografía original del Papa Benedicto XVI. Traducida en 13 lenguas, es una colección de historias sobre la vida de Joseph Ratzinger, sus orígenes, y su compromiso con el estudio y el trabajo. Es una biografía original porque el narrador es Chico, el gato de los vecinos de Joseph Ratzinger en Pentling, Baviera. La introducción fue escrita por Georg Ganswein, el secretario particular de Benedicto XVI. El libro fue traducido a trece idiomas, desde el inglés hasta el polaco, incluyendo la lengua monesgasca.
En un segundo libro, Max & Benedict, es un gorrión solitario que vive en las paredes de la Ciudad del Vaticano y narra el día a día del sucesor de San Pedro. Este libro también se ha traducido a otras lenguas, como el inglés y el noruego.